# Liste des sites classés et inscrits de l'Ain

Le département de l'Ain en rouge sur la carte

Cet article présente les sites classés et inscrits du département de l'Ain, en France.

## Liste

### Sites classés
En 2024, l'Ain compte 31 sites classés,,.
| Site                                                      | Communes                                                                      | Date                        | Superficie (ha) | Critères et notes | Coordonnées                 | Photo |
| --------------------------------------------------------- | ----------------------------------------------------------------------------- | --------------------------- | --------------- | --- | --------------------------- | ----- |
| Cascade de Glandieu                                       | Brégnier-Cordon, Groslée-Saint-Benoit                                         | 14 juin 1909                | 0,01            | Artistique | 45° 39′ 55″ N, 5° 36′ 51″ E |       |
| Tourbière de Malebronde                                   | Brénod                                                                        | 30 avril 1934               | 0,29            | Tout critère | 46° 06′ 45″ N, 5° 37′ 22″ E |       |
| Cascade du moulin de Charix                               | Charix                                                                        | 14 juin 1909                | 0,01            | Artistique | 46° 10′ 10″ N, 5° 40′ 46″ E |       |
| Lac Genin et ses abords                                   | Charix, Oyonnax, Échallon                                                     | 1er mars 1935               | 66,73           | Tout critère ZNIEFF de type I. | 46° 13′ 28″ N, 5° 41′ 50″ E |       |
| Défilé de Fort-l'Écluse                                   | Collonges, Léaz                                                               | 6 novembre 1946 19 mai 1992 | 1 230,11        | Artistique, pittoresque La protection s'étend également sur la commune de Chevrier dans la Haute-Savoie                                                        | 46° 07′ 09″ N, 5° 53′ 12″ E |       |
| Grotte de Corveissiat                                     | Corveissiat                                                                   | 8 juin 1909                 | 0,01            | Artistique | 46° 14′ 35″ N, 5° 29′ 00″ E |       |
| Mont Myon et ses abords                                   | Courmangoux, Val-Revermont                                                    | 10 avril 1946               | 115,58          | Pittoresque ZNIEFF de type I. | 46° 19′ 47″ N, 5° 23′ 47″ E |       |
| Abords du château de Fléchères                            | Fareins                                                                       | 1er mars 1982               | 79,14           | Pittoresque Classé MH (1985) | 46° 01′ 47″ N, 4° 45′ 24″ E |       |
| Val de Saône                                              | Fareins, Genouilleux, Guéreins, Lurcy, Messimy-sur-Saône, Montmerle-sur-Saône | 10 mars 2005                | 622,44          | Pittoresque La protection s'étend également sur les communes de Belleville-en-Beaujolais, Saint-Georges-de-Reneins et Taponas dans le Rhône. Site Natura 2000. | 46° 04′ 33″ N, 4° 45′ 26″ E |       |
| Col de la Faucille                                        | Gex, Mijoux                                                                   | 24 janvier 1955             | 9,3             | Tout critère | 46° 22′ 07″ N, 6° 01′ 05″ E |       |
| Table d'orientation de Montrond                           | Gex, Mijoux                                                                   | 10 août 1936                | 2,33            | Tout critère Le site comporte également une partie inscrite. · Classé MH (1936).                                                                               | 46° 21′ 31″ N, 6° 01′ 05″ E |       |
| Cirque de la Roche Fauconnière                            | Giron                                                                         | 10 août 1936                | 57,49           | Tout critère | 46° 14′ 12″ N, 5° 47′ 35″ E |       |
| Grotte des Abrands                                        | Giron                                                                         | 14 juin 1909                | 0,01            | Artistique | 46° 14′ 21″ N, 5° 48′ 56″ E |       |
| Grotte de Hautecourt                                      | Hautecourt                                                                    | 8 juin 1909                 | 0,01            | Artistique | 46° 10′ 30″ N, 5° 24′ 43″ E |       |
| Crêt de la Neige                                          | Lélex, Thoiry                                                                 | 2 mai 1932                  | 147,6           | Tout critère | 46° 16′ 12″ N, 5° 56′ 20″ E |       |
| Confluent de l'Ain et du Rhône                            | Loyettes, Saint-Maurice-de-Gourdans                                           | 3 décembre 1990             | 713,15          | Pittoresque, scientifique La protection s'étend également sur la commune d’Anthon dans l'Isère.                                                                | 45° 48′ 04″ N, 5° 10′ 24″ E |       |
| Cascade de Charmine sur l'Oignin et descente de Matafelon | Matafelon-Granges, Samognat                                                   | 14 juin 1909                | 138,68          | Artistique | 46° 16′ 07″ N, 5° 33′ 18″ E |       |
| Lac de Nantua et ses abords                               | Nantua, Port                                                                  | 9 septembre 1936            | 222,74          | Tout critère Le site comprend également une partie inscrite.                                                                                                   | 46° 09′ 41″ N, 5° 34′ 56″ E |       |
| Grotte de la Colombière                                   | Neuville-sur-Ain                                                              | 14 août 1936                | 0,4             | Tout critère Inscrit MH (1946). | 46° 05′ 10″ N, 5° 23′ 51″ E |       |
| Source de la Doye                                         | Les Neyrolles                                                                 | 14 juin 1909                | 0,01            | Artistique | 46° 08′ 55″ N, 5° 38′ 28″ E |       |
| Pré au centre du village d'Oncieu et abords du village    | Oncieu                                                                        | 21 août 1985                | 168,83          | Historique, pittoresque | 45° 57′ 33″ N, 5° 28′ 40″ E |       |
| Défilé de Pierre-Châtel                                   | Parves et Nattages, Virignin                                                  | 31 mai 2013                 | 724,9           | Pittoresque La protection s'étend également sur les communes de La Balme et Yenne dans la Savoie.                                                              | 45° 42′ 37″ N, 5° 43′ 42″ E |       |
| Tilleul de Pérouges                                       | Pérouges                                                                      | 29 juin 1948                | 0,01            | Tout critère | 45° 54′ 13″ N, 5° 10′ 46″ E |       |
| Cascade de la Charabotte                                  | Plateau d'Hauteville                                                          | 14 juin 1909                | 0,01            | Artistique | 45° 57′ 58″ N, 5° 33′ 57″ E |       |
| Lac de Sylans                                             | Le Poizat-Lalleyriat                                                          | 14 juin 1909                | 44,35           | Artistique ZNIEFF de type I | 46° 09′ 45″ N, 5° 39′ 57″ E |       |
| Abri Gay                                                  | Poncin                                                                        | 24 juin 1936                | 0,35            | Tout critère | 46° 04′ 58″ N, 5° 23′ 23″ E |       |
| Bloc erratique de la Pierre brune                         | Rancé                                                                         | 28 mai 1927                 | 0,01            | Artistique | 45° 57′ 41″ N, 4° 51′ 05″ E |       |
| Vallée de la Semine                                       | Saint-Germain-de-Joux                                                         | 2 septembre 2010            | 116,27          | Pittoresque, scientifique | 46° 11′ 05″ N, 5° 44′ 25″ E |       |
| Croix du Reculet                                          | Thoiry                                                                        | 1er mai 1932                | 46,81           | Tout critère | 46° 15′ 24″ N, 5° 55′ 47″ E |       |
| Ensemble urbain de Trévoux                                | Trévoux                                                                       | 16 janvier 1935             | 0,69            | Tout critère | 45° 56′ 26″ N, 4° 46′ 27″ E |       |
| Bloc erratique de Riant Mont                              | Vesancy                                                                       | 14 juin 1909                | 0,01            | Artistique | 46° 21′ 00″ N, 6° 05′ 47″ E |       |

### Sites inscrits

#### Sites actuels
En 2024, l'Ain compte 21 sites inscrits,.
| Site                                                            | Communes                                | Date              | Superficie (ha) | Notes | Coordonnées                 | Photo |
| --------------------------------------------------------------- | --------------------------------------- | ----------------- | --------------- | --- | --------------------------- | ----- |
| Château de Bohas et ses abords                                  | Bohas-Meyriat-Rignat                    | 23 août 1945      | 8,58            | | 46° 09′ 41″ N, 5° 23′ 18″ E |       |
| Façades des rues Bourgmayer, Pompe-Bourgmayer et des Maronniers | Bourg-en-Bresse                         | 5 juillet 1946    | 1,13            | | 46° 12′ 21″ N, 5° 13′ 22″ E |       |
| Place du Bastion et ses abords                                  | Bourg-en-Bresse                         | 22 janvier 1943   | 3,42            | | 46° 12′ 25″ N, 5° 13′ 23″ E |       |
| Terrain en face de l'ancienne église abbatiale de Brou          | Bourg-en-Bresse                         | 5 avril 1938      | 0,16            | | 46° 11′ 52″ N, 5° 14′ 09″ E |       |
| Terrain situé à l'est de l'ancienne abbaye de Brou              | Bourg-en-Bresse                         | 23 décembre 1940  | 2,52            | | 46° 11′ 53″ N, 5° 14′ 11″ E |       |
| Mémorial des maquis de l'Ain et de la Résistance et ses abords  | Cerdon, Labalme                         | 27 février 1979   | 46,29           | | 46° 04′ 19″ N, 5° 29′ 05″ E |       |
| Château de Loriol (Ain), parc et abords                         | Confrançon                              | 16 juin 1946      | 45,95           | Inscrit MH (1994) | 46° 16′ 39″ N, 5° 02′ 12″ E |       |
| Anneau du village d'Oncieu et ses abords                        | Évosges, Oncieu, Saint-Rambert-en-Bugey | 21 novembre 1986  | 263,99          | Le pré au centre d'Oncieu et les abords du village forment un site classé ; le site inscrit concerne les édifices du village autour du pré, ainsi que des terrains à l'ouest des abords classés. | 45° 57′ 31″ N, 5° 28′ 02″ E |       |
| Le Pailly                                                       | Gex                                     | 30 mars 1948      | 66,67           | | 46° 21′ 33″ N, 6° 01′ 52″ E |       |
| Table d'orientation de Montrond                                 | Gex, Mijoux                             | 10 août 1936      | 0,8             | La majeure partie du site est classée. Les sites classés et inscrits forment une zone circulaire de 100 m de rayon autour de la table d'orientation. Classé MH (1936).                           | 46° 21′ 29″ N, 6° 01′ 08″ E |       |
| Ruines du château de Groslée et leurs abords                    | Groslée-Saint-Benoit                    | 27 juin 1934      | 1,32            | Inscrit MH (1992). | 45° 42′ 51″ N, 5° 33′ 37″ E |       |
| Tilleul d'Innimond                                              | Innimond                                | 6 novembre 1936   | 0,01            | Le tilleul est situé dans l'ancien cimetière d'Innimond, près de l'église. Il s'agit d'un tilleul de Sully.                                                                                      | 45° 46′ 48″ N, 5° 34′ 22″ E |       |
| Gouffre de la Morgne                                            | Lompnas, Ordonnaz                       | 6 mars 1937       | 74,5            | | 45° 49′ 22″ N, 5° 31′ 12″ E |       |
| Marais des Échets                                               | Mionnay, Miribel, Tramoyes              | 15 septembre 1971 | 217,68          | ZNIEFF de type I. | 45° 52′ 51″ N, 4° 55′ 42″ E |       |
| Rives du lac de Nantua                                          | Nantua, Port                            | 9 septembre 1936  | 0,09            | | 46° 09′ 50″ N, 5° 34′ 27″ E |       |
| Abords de la grotte de la Colombière                            | Neuville-sur-Ain                        | 14 août 1936      | 0,03            | La grotte en elle-même est un site classé. | 46° 05′ 10″ N, 5° 23′ 49″ E |       |
| Pont et port de Neuville-sur-Ain                                | Neuville-sur-Ain                        | 30 août 1946      | 1,02            | | 46° 04′ 42″ N, 5° 22′ 36″ E |       |
| Tourbière de Colliard                                           | Les Neyrolles                           | 25 janvier 1934   | 16,34           | | 46° 07′ 22″ N, 5° 38′ 15″ E |       |
| Château de Pont-d'Ain et ses abords                             | Pont-d'Ain                              | 30 août 1946      | 14,95           | Inscrit MH (2004) | 46° 03′ 09″ N, 5° 20′ 33″ E |       |
| Pertes de la Valserine                                          | Valserhône                              | 2 février 1937    | 1,41            | | 46° 07′ 21″ N, 5° 49′ 15″ E |       |
| Château de Loyes et son parc                                    | Villieu-Loyes-Mollon                    | 28 septembre 1948 | 8,05            | Inscrit MH (2008) | 45° 55′ 35″ N, 5° 13′ 53″ E |       |

#### Anciens sites
Trois sites de l'Ain, précédemment inscrits, ont été radiés en 2022 :
- Dortan : château de Dortan, son parc et ses jardins (requalifié en monument historique)
- Trévoux :
  - Façades et toitures de l'immeuble au 1 rue Casse-Cou (requalifié en site patrimonial remarquable)
  - Terrasse de Trévoux (idem)